# Gender X
Gender X (рус. Гендер Икс) — американская порностудия, созданная в 2017 году и специализирующаяся на транссексуальной порнографии, созданная под эгидой Zero Tolerance Entertainment в качестве дочерней компании.

## История
Компания была основана в 2017 году режиссером эротических фильмом Джимом Пауэрсом и директором по продажам Zero Tolerance Entertainment Тони Клири.
Через несколько недель после создания студии был выпущен первый фильм «TS I Love You» с Чадом Даймондом, Кейси Киссес и Шанель Сантини в главных ролях.
В 2019 году Gender X спонсировала премию «Transgender Erotica Awards», а также выиграла в номации «BEST DVD».
В феврале 2020 года Gender X вместе с Zero Tolerance Entertainment в качестве материнской компании подписали соглашение о присоединении к Gamma Entertainment.
31 марта 2020 года студия присоединилась к празднованию международного дня видимости трансгендерных людей.

## Актрисы
- Обри Кейт
- Натали Марс
- Дейзи Тейлор
- Домино Пресли
- Фокси
- Джин Голливуд
- Шанель Сантини
- Челси Мари
- Джейд Венус
- Луна Лав
- Хлоя Кей
- Кейси Киссес
- Аспен Брукс
- Изабелла Сорренти

и другие.